# Ungernia victoris
Ungernia victoris är en amaryllisväxtart som beskrevs av Aleksei Ivanovich Vvedensky och Artjush. Ungernia victoris ingår i släktet Ungernia och familjen amaryllisväxter. Inga underarter finns listade i Catalogue of Life.